# By Mutual Agreement
By Mutual Agreement è un cortometraggio muto del 1913 diretto da Charles M. Seay.

## Trama
Dopo anni vissuto come un succube della moglie, un agricoltore si ribella. L'avvocato consiglia ai due coniugi in procinto di divorziare, di separarsi. L'uomo, contento e libero, si reca in città. Ma, ben presto, si accorge di quanto gli manchi la vecchia vita: ritorna così dalla moglie che, felice, lo accoglie nuovamente in casa.

## Produzione
Il film fu prodotto dalla Edison Company.

## Distribuzione
Distribuito dalla General Film Company, il film - un cortometraggio in una bobina - uscì nelle sale cinematografiche USA il 19 maggio 1913.